# 克音河
克音河，位于中华人民共和国黑龙江省中部的一条河流，是努敏河右岸支流，有南、北两源，主源南岔河发源于绥棱县北部半截河林场以北的小兴安岭西麓山区，向西南流经绥棱农场四号水库、双岔河镇，于双岔河镇富民村南套子屯以南右纳北岔河后干流始称克音河，成为绥棱县与海伦市之间的界河，西南流经绥棱县城西郊，至绥化市北林区三井镇刘塘屯以西转南流，成为北林区与望奎县之间的界河，至望奎县海丰镇八方村前八方以东汇入努敏河。河流全长124千米，流域面积2200平方千米，年均径流量2.04亿立方米。克音河上游为半山区，两岸多生长次生林，下游两岸多黑土地，主要农作物有水稻、大豆、玉米等。